# Torneo WTA de Japón 2018
El Hana-cupid Japan Women's Open 2018 fue un torneo de tenis femenino que se jugó en pistas duras y fue parte de los torneos internacionales WTA de la WTA Tour 2018. Se llevó por primera vez a cabo en la ciudad de Hiroshima (Japón) del 10 al 16 de septiembre de 2018.

## Distribución de puntos
| Modalidad           | Campeona | Finalista | Semifinales | Cuartos de final | 2ª ronda | 1ª ronda | Clasificadas | 3ª ronda de clasificación | 2ª ronda de clasificación | 1ª ronda de clasificación |
| Individual femenino | 280      | 180       | 110         | 60               | 30       | 1        | 18           | 14                        | 10                        | 1                         |
| Dobles femenino     | 280      | 180       | 110         | 60               | -        | 1        | -            | -                         | -                         | -                         |

## Cabezas de serie

### Individuales femenino
| Tenista          | Ranking | Preclasificada |
| Zhang Shuai      | 34      | 1              |
| Su-Wei Hsieh     | 43      | 2              |
| Yulia Putintseva | 50      | 3              |
| Wang Qiang       | 52      | 4              |
| Ajla Tomljanović | 58      | 5              |
| Zarina Diyas     | 60      | 6              |
| Zheng Saisai     | 63      | 7              |
| Magda Linette    | 68      | 8              |

- Ranking del 27 de agosto de 2018.[2]

### Dobles femenino
| Tenista                        | Ranking | Preclasificada |
| Chan Hao-ching Yang Zhaoxuan   | 42      | 1              |
| Alicja Rosolska Abigail Spears | 63      | 2              |
| Miyu Kato Makoto Ninomiya      | 80      | 3              |
| Eri Hozumi Zhang Shuai         | 94      | 4              |

## Campeonas

### Individual femenino
Su-Wei Hsieh venció a  Amanda Anisimova por 6-2, 6-2

### Dobles femenino
Eri Hozumi /  Shuai Zhang vencieron a  Miyu Kato /  Makoto Ninomiya por 6-2, 6-4